# Aston Martin Valkyrie

Aston Martin Valkyrie

Az Aston Martin Valkyrie az Aston Martin autógyár egyik modellje.
Az autóipar világában a hybrid sportkocsik megjelenése forradalmi változásokat hozott. Az Aston Martin Valkyrie, más néven AM-RB 001 vagy Nebula, nem csupán egy újabb sportkocsi; ez a jármű a brit autógyártás és a motorsport tökéletes találkozása. Az Aston Martin és a Red Bull Racing Advanced Technologies közötti együttműködés eredményeként született meg ez a lenyűgöző gép, amely nemcsak pályára, hanem közútra is alkalmas.
A Valkyrie tervezése során olyan neves szakemberek vettek részt, mint Adrian Newey, aki a Red Bull Racing technikai igazgatója. Newey kreatív víziója és technikai tudása kulcsszerepet játszott abban, hogy a Valkyrie egyedülálló aerodinamikai teljesítményével és formájával kiemelkedjen a piacon. Az Aston Martin vezérigazgatója, Andy Palmer, valamint Christian Horner és Simon Sproule is hozzájárultak a projekt sikeréhez.
A cél az volt, hogy egy olyan sportkocsit alkossanak meg, amely nemcsak versenypályán nyújt kiemelkedőt, hanem közúti használatra is élvezetes. A Valkyrie minden részletét úgy tervezték meg, hogy az autó teljesítménye és vezetési élménye páratlan legyen. Az aerodinamikai forma és a karbon-szálas karosszéria biztosítja az alacsony súlyt és a maximális stabilitást.
A Valkyrie szívében egy hibrid hajtáslánc található, amely kombinálja az erőteljes V12-es benzinmotort egy elektromos motorral. Ez a kombináció lehetővé teszi, hogy az autó lenyűgöző teljesítményt nyújtson, miközben figyelembe veszi a környezetvédelmi szempontokat is. A hibrid rendszer nemcsak erőt biztosít, hanem segíti az üzemanyag-hatékonyságot is.
Az autó belső terét is gondosan megtervezték; minden elem célja az élvezetes vezetési élmény fokozása. A minimalista dizájn és a legmodernebb technológiai újítások – például digitális műszeregység – mind hozzájárulnak ahhoz, hogy a vezető maximálisan élvezhesse az autót.

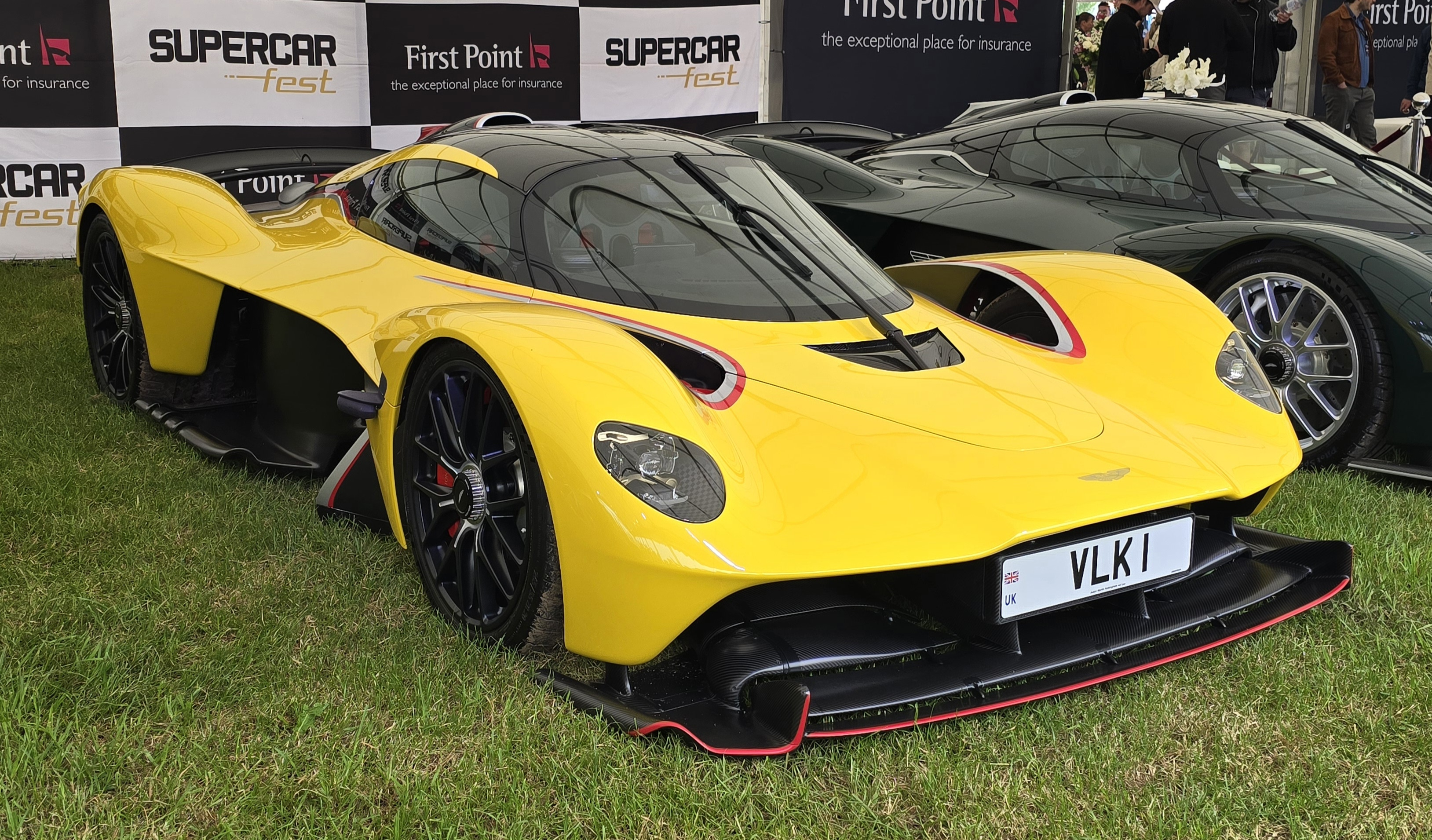
Aston Martin Valkyrie

A Valkyrie története 2016-ra nyúlik vissza, amikor az Aston Martin és a Red Bull Racing közösen indították el projektjüket. E kezdeti szakaszban a jármű kódneve Nebula volt, ami az Aston Martin vezető tervezője, Adrian Newey nevéből, valamint a két márka – Aston Martin és Red Bull – neveiből származik. A projekt során azonban világossá vált, hogy szükség van egy olyan névre, amely jobban tükrözi az együttműködést és a jármű különlegességét. Így született meg az AM-RB 001 elnevezés, ahol az AM az Aston Martint, míg az RB a Red Bullt jelöli. A „001” pedig arra utalhatott, hogy ez lesz az első olyan autója a két márkának, amely közös munkával készült.
2017 márciusában végül bejelentették, hogy az autó neve Valkyrie lesz. A név kiválasztása nem véletlen: a valkírok a norvég mitológia harcos női alakjai voltak, akik eldöntötték, hogy ki élheti túl a csatát és ki kerülhet Valhallába. Ezáltal a név nemcsak erőt sugall, hanem összekapcsolja az autót egy gazdag kulturális örökséggel is.
A Red Bull szerint ez a név segít megőrizni azt a „V” nomenklatúrát is, amely már régóta jellemzi az Aston Martin autóit. A Valkyrie így nemcsak egy újabb sportautó lett, hanem egy jelképe annak a teljesítménynek és technológiának is, amelyet mindkét márka képvisel
A Valkyrie sikerére építve bemutatták az Aston Martin Valhallát is – amelyet „a Valkyrie fia” néven emlegetnek. Ez az autó szintén mitológiai ihletésű nevet kapott; Valhalla ugyanis azon helyszín volt, ahol hősök gyűltek össze haláluk után. E két modell kapcsolata még inkább hangsúlyozza azt a szoros együttműködést és innovációt, amelyet az Aston Martin és a Red Bull Racing képvisel.

## Külső
A sportautók egyik legfontosabb jellemzője az aerodinamika. Az új showautó tervezése során kiemelt figyelmet fordítottak arra, hogy az autó külső formája maximálisan kihasználja a levegő áramlását. Az autó széles és lapos profilja, valamint az alacsony súrlódási együttható lehetővé teszi, hogy nagy sebességnél minimalizálja a légellenállást. A fejlett aerodinamikai elemek – például a nyitott alváz és a nagyméretű első splitter – segítenek abban, hogy az autó akár 18 000 N (1 800 kgf) leszorító erőt is képes legyen generálni. Ez a megoldás nemcsak a stabilitást növeli, hanem javítja az irányíthatóságot is.
A showautó tervezése során a gyártók figyelembe vették a Bernoulli- és Venturi-hatást is, amelyek kulcsszerepet játszanak az aerodinamikai teljesítmény növelésében. A gépjármű tetején található nyílások, valamint a homlok tengely feletti részek szintén hozzájárulnak ahhoz, hogy az autó hatékonyan kezelje az áramló levegőt. Emellett a kerekek speciális formatervezése szintén célja, hogy könnyebbek legyenek és optimalizálják a légáramlást, ami tovább fokozza az autó teljesítményét.

## Belső
A dizájn egyik legérdekesebb vonása a műszerfal hiánya. Hagyományos óra helyett egy sor képernyő található, amelyek valós idejű információkat szolgáltatnak a jármű teljesítményéről. Az autó bal és jobb sarkában elhelyezett kamerás oldaltükrök képei szintén ezen képernyőkön jelennek meg, lehetővé téve a vezető számára, hogy folyamatosan figyelemmel kísérje a környezetét anélkül, hogy elvonja figyelmét az útról. A középkonzolon található egy kiemelt kijelző is, amely várhatóan az élő járműinformációk mellett a klasszikus járművezérlési funkciókat is tartalmazza. Bár ennek pontos tartalmát még nem erősítették meg, a felhasználói élmény biztosan forradalmasítani fogja az autóvezetést.
A sportautók világában elengedhetetlen az irányítás precizitása. Ezen új modell kormánykereke különleges hangsúlyt kapott; egy beépített kijelzőt tartalmaz, amely helyettesíti a hagyományos műszereket. Ez lehetővé teszi, hogy a vezető könnyen hozzáférjen fontos információkhoz anélkül, hogy le kellene venni a szemét az útról. A kormánykerék mellett található dials és kapcsolók pedig gyors és biztonságos beállításokat tesznek lehetővé menet közben.
Az autó belső terének mérete miatt minden részletre ügyeltek a tervezők. Az ülések különleges 3D-szkennelés segítségével készültek el, így minden ülés az adott tulajdonos testformájához illeszkedik. Ez nemcsak kényelmesebbé teszi az utazást, hanem hozzájárul a biztonsághoz is. Az ülésformák üreges szénszálas anyagból készültek, ami csökkenti a súlyt és növeli az autó teljesítményét.
Az ajtók kialakítása is figyelemre méltó; gyakorlatilag csak tetőszerkezetként funkcionálnak, ami további kihívások elé állítja az utasokat az autóba való beszállás során. A kivehető kormánykerék segít abban, hogy könnyebben be- és kiszállhassanak az utasok.

## Specifikációk

### Valkyrie
2017 februárjában az Aston Martin bemutatta a Valkyrie specifikációit, amelyet azóta is a világ egyik legizgalmasabb sportautójaként emlegetnek. A végleges specifikációkat később hozták nyilvánosságra, de már a kezdeti bejelentéskor is egyértelmű volt, hogy egy különleges jármű született. A Valkyrie nemcsak az Aston Martin, hanem számos más gyártó együttműködésének eredménye is. A Cosworth, Ricardo, Rimac Automobili és még sokan mások játszottak kulcsszerepet a projektben.
A Valkyrie igazi szívverése egy 6.5 literes, természetesen szívott V12-es motor, amelyet a Cosworth tervezett. Ez a motor körülbelül 746 kW (1000 hp) teljesítmény leadására képes 10,500 rpm fordulatszámon, és lenyűgöző 11,100 rpm-es piros vonalra van kalibrálva. Ez lesz minden idők legnagyobb teljesítményű természetesen szívott motorja, amelyet sorozatgyártású autóba szereltek.
A Valkyrie nem csupán egy hagyományos sportautó; hybrid rendszerének köszönhetően képes kiemelkedő teljesítményt nyújtani. A KERS-stílusú boost rendszer hasonlóan működik, mint amit a Forma-1 autókban találunk. Az Aston Martin két fő technikai partnerével dolgozott ezen a rendszeren: az Integral Powertrain Ltd szállította az egyedi elektromos motort, míg a Rimac biztosította a könnyűsúlyú hybrid akkumulátor rendszert
A hybrid rendszer hozzájárul további 120 kW (160 bhp) teljesítményhez és 280 N⋅m nyomatékhoz. A teljes hibrid rendszer maximális teljesítménye az Aston Martin Valkyrie esetében 865 kW (1160 hp) @ 10,500 rpm-re rúg. Emellett a maximális nyomaték eléri a 900 N⋅m-t (664 lbf⋅ft) @ 6,000 rpm-nél.
Ez a hatalmas teljesítmény lehetővé teszi a Valkyrie számára, hogy olyan tapasztalatokat nyújtson vezetés közben, amelyek eddig csak versenypályán voltak elérhetők. Az autó nem csupán sebességre és erőre épít; formatervezése és aerodinamikai megoldásai is hozzájárulnak ahhoz, hogy minden egyes kilométert élvezetesebbé tegyen.
A legutóbbi bejelentések szerint a Valkyrie tömege 1,030 kg (2,271 lb), amely meghaladja az elvárt 1:1 teljesítmény-súly arányt. A motorja 840 kW (1,126 hp) teljesítményt produkál tonnánként, ami lenyűgöző számokat eredményez. Az autó 0-ról 100 km/h-ra (62 mph) mindössze 2.6 másodperc alatt képes gyorsulni – ez valóban egy versenyautóhoz méltó teljesítmény!
A Valkyrie dizájnja számos versenyautóra emlékeztet, különösen a Forma-1-es gépekre és a Porsche 918 Spyderre. Az autó kipufogói a motor közelében találhatóak, ezzel biztosítva a hatékony hűtést és hangzást. A karosszéria anyaga teljes egészében szénszálas kompozitból készült, ami nemcsak könnyűséget biztosít, hanem kiemelkedő szilárdságot is.
A Valkyrie fejlett technológiái között szerepel a Bosch által biztosított ECU (motorvezérlő egység), tapadás-ellenőrző rendszer és ESP (elektronikus stabilitás szabályozás). Az Alcon és Surface Transforms által gyártott fékrendszer lehetővé teszi a precíziós megállást akár nagy sebességnél is. A Wipac által gyártott első és hátsó lámpák hozzájárulnak az autó modern megjelenéséhez.
A Michelin Sport Cup 2 abroncsai kiemelkednek teljesítményükkel: elöl 265/35-ZR20-as méretben, míg hátul 325/30-ZR21-es méretben érhetők el. A kerékanyaga könnyű magnézium ötvözetből készült, amely csökkenti az összsúlyt és javítja a jármű dinamikáját. A verseny-spec középkilincsek még tovább csökkentik a tömeget.

### Valkyrie AMR Pro

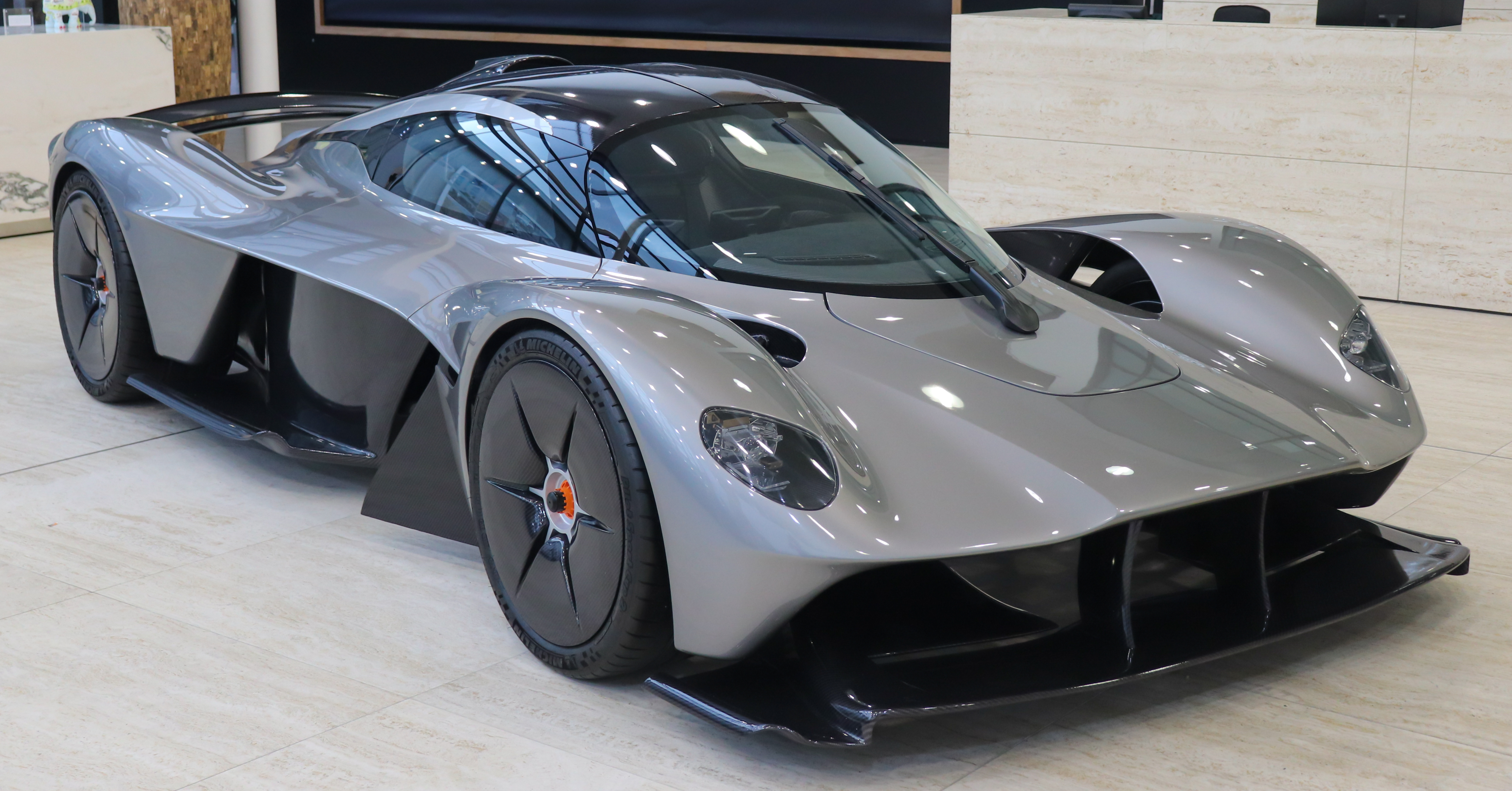
Aston Martin Valkyrie AMR Pro 6.5

2018-ban a Genfi Autószalonon bemutatkozott a Valkyrie AMR Pro, amely a híres Aston Martin Valkyrie track-only variánsa. Ez a különleges autó nem csupán a sebesség és teljesítmény szimbóluma, hanem egy olyan mérföldkő is az autóiparban, amely megmutatja, milyen lehetőségek rejlenek a motorsportban.
A Valkyrie AMR Pro szívét egy 6,5 literes, természetesen aspirált V12-es motor alkotja, amelyet a Valkyrie utcai változatából örökölt. Az AMR Pro azonban nem rendelkezik KERS rendszerrel, így tisztán a motor teljesítményére támaszkodik. A módosításoknak köszönhetően az AMR Pro akár 1,100 lóerőt is képes produkálni, míg a becslések szerint ez a szám 1,160–1,300 lóerő között mozoghat. Ez az érték messze felülmúlja az utcai változat teljesítményét
Az AMR Pro kiemelkedő formatervezése nem csupán esztétikai szempontból figyelemre méltó; aerodinamikai teljesítménye is lenyűgöző. Az autó hátsó részén található LMP1-stílusú aerodinamikai fin és a nagy méretű dupla hátsó szárny drámai hatást gyakorolnak az autó stabilitására és tapadására. A nagy hátsó diffúzor tovább fokozza ezt az aerodinamikai előnyt. Az eredeti koncepcióhoz képest a végső gyártási verzió sokkal agresszívebb megjelenést kapott.
A Valkyrie AMR Pro kisebb, 18 hüvelykes kerekekkel van felszerelve elöl és hátul, amelyek lehetővé teszik a Michelin versenyabroncsok használatát – ezek az abroncsok az LMP1-es versenyautókra alapoznak. Az autó fékrendszere F1 inspirálta szén-szén fékeket használ, amelyek kiváló fékteljesítményt biztosítanak. Ezek az innovációk lehetővé teszik az AMR Pro számára, hogy 3.3g laterális erőt generáljon kanyarodáskor és akár 3.5g-t fékezéskor.
Az AMR Pro formatervezésének egy másik jellemzője a kényelem elemeinek eltávolítása. Az autóból kiiktatták a légkondicionáló rendszert és az infotainment kijelzőket, helyettük versenyzési funkciókat kaptak. Ez nemcsak könnyebbé teszi az autót, hanem fokozza annak versenyképességét is.
A gyártásra kész AMR Pro 2021-es bemutatása új távlatokat nyitott meg az Aston Martin számára: a tervezett darabszám 25-ről 40-re nőtt. Ez azt jelenti, hogy több sportautó-rajongónak lesz lehetősége birtokába venni ezt az extrém gépet.

### Valkyrie Spider

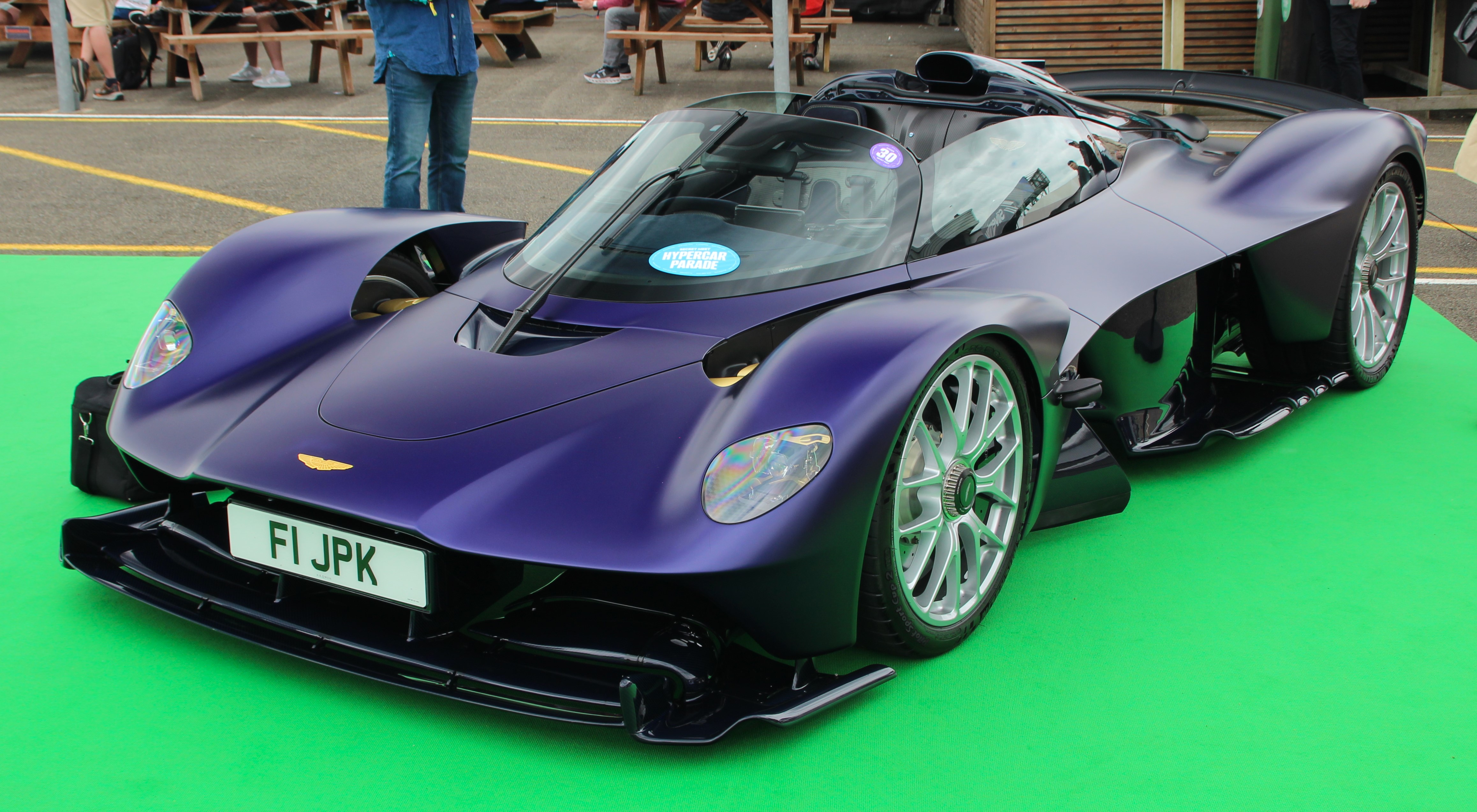
Aston Martin Valkyrie Spider

Az Aston Martin, a luxus sportautók megtestesítője, 2021 augusztusában bejelentette a Valkyrie Spider változatát, amely a 2023-as modellévben debütál. Az autó különlegessége abban rejlik, hogy egyedülálló tervezésével és technológiájával nem csupán a sebességre, hanem az élményre is nagy hangsúlyt fektet. A gyártás 2022 második felében indult, és a vállalat célja 85 példány elkészítése volt.
A Valkyrie Spider dizájnja már első ránézésre is magával ragadó. Az autó kiemelkedő jellemzője a levehető szénszálas tető, amely lehetővé teszi, hogy a vezető és az utasok szabadon élvezzék a szellőt és a környezetet. Ez az innováció nem csupán esztétikai értéket ad hozzá, hanem jelentős súlycsökkentést is eredményez, hozzájárulva ezzel az autó teljesítményéhez.
A kupé változathoz képest a Valkyrie Spider ajtói cserélődtek: míg az előző modell gullwing ajtókkal rendelkezett, addig itt egy pár elülső-hinged dihedrális pillangóajtót találunk. Ez a megoldás nem csupán látványosabbá teszi az autót, de praktikusabb is: könnyebb hozzáférést biztosít az utastérhez.
A Valkyrie Spider nem csupán egy szépség; teljesítménye is lenyűgöző. Az Aston Martin által tervezett hibrid motorral felszerelt autó képes elképesztő sebességeket elérni, miközben tiszteletben tartja a környezeti normákat. A hibrid rendszer kombinálja a hagyományos belső égésű motort egy elektromos motorral, ezáltal optimális teljesítményt nyújtva minden helyzetben. A fejlett aerodinamikai dizájn tovább fokozza az autó stabilitását és kezelhetőségét nagy sebességnél. A Valkyrie Spider minden részletében úgy lett megtervezve, hogy maximális teljesítményt nyújtson – legyen szó versenypályáról vagy közúti használatról.
A gyártás során csak 85 példány készül el, ami azt jelenti, hogy aki birtokosa lesz ennek az autóknak, valóban egyedi élményben részesülhet. Az exkluzivitás mellett fontos megemlíteni azt is, hogy minden egyes példány testreszabható; az ügyfelek választhatnak különböző szín- és anyagkombinációk közül, ezzel még inkább személyre szabva autójukat.

### Valkyrie AMR-LMH
Az Aston Martin mindig is a motorsportok élvonalába tartozott, és a legújabb bejelentésük, a Valkyrie AMR-LMH, újabb bizonyíték arra, hogy a brit gyártó nem csupán elegáns sportautókat készít, hanem kiemelkedő teljesítményű versenyautókat is. 2023 októberében az Aston Martin bejelentette, hogy a Valkyrie-t Le Mans Hypercar formájában fejlesztik, céljuk pedig az, hogy részt vegyenek mind az FIA Világbajnoki Endurance Bajnokságban, mind pedig az IMSA Sportautó Bajnokságban. A bemutatkozás várhatóan 2025-re datálódik.
A Valkyrie AMR-LMH egy különleges projekt, amelynek célja a Hypercar és GTP osztályokban való részvétel. Az autó tervezése során figyelembe kellett venni az FIA és IMSA szigorú előírásait is. A gyártónak jelentős módosításokat kell végrehajtania a Valkyrie Cosworth V12-es motorján, amelynek hengerűrtartalma 6.5 liter. Ezen módosítások révén a Valkyrie megfelel majd a versenyszabályoknak, miközben megőrzi azt az egyedi teljesítményt és technológiát, amiért az Aston Martin híres.
Bár eredetileg úgy tervezték, hogy a Heart of Racing csapata debütáljon vele a 2025-ös Daytona 24 órás versenyen, végül úgy döntöttek, hogy inkább kihagyják ezt az eseményt, hogy több időt szentelhessenek a tesztelésre. Az első versenydebütálás várhatóan 2025 áprilisában zajlik majd a Katarban megrendezésre kerülő 1812 km-es futamon.

## A gyártás kihívásai
A Valkyrie gyártása 2021 novemberében indult, és várhatóan 2024 decemberében fejeződik be. Az Aston Martin összesen 150 kupét, 85 Spider modellt és 40 AMR Pro változatot tervezett előállítani, így a teljes gyártási szám 275 egységre rúg.
Bár a Valkyrie iránti kereslet óriási volt — a Spider modell például kétszeresen túljegyzett volt — a gyártási folyamat nem mentes a kihívásoktól. 2021 utolsó negyedévében mindössze tíz autót sikerült átadni, ami miatt az Aston Martin nem tudta elérni profitcélját. Fontos azonban megjegyezni, hogy ez csak az időzítést érintette; az összes legyártott autó már elkelt, de még nem került átadásra.

## Értékesítési politika
Az Aston Martin CEO-ja, Andy Palmer, 2017 júliusában bejelentett egy új értékesítési politikát, amely szerint ha egy tulajdonos gyorsan eladja autóját, akkor nem kap lehetőséget további különkiadású modellek megvásárlására az Aston Martintól. Ez a politika hasonlóan működik más prémium márkáknál is, mint például a Ford új GT-jénél vagy a Mercedes-AMG ONE sportautónál. Ezzel a lépéssel az Aston Martin célja, hogy megőrizze az autók exkluzivitását és értékét.

## Média
A Forma-1-es autósport világában a technológia és a dizájn találkozása mindig lenyűgöző élményt nyújt. 2022 márciusában, a Forma-1-es Világbajnokság nyitófordulóján, a Bahreini Nemzetközi Pályán a Valkyrie AMR Pro két körön keresztül tette próbára magát.
A Valkyrie 2016 júliusában debütált az Aston Martin központjában, Gaydonban, mint egy nem működő, de teljes méretű modell. Ekkor még csak egy ígéret volt, de már ekkor is sokakat lenyűgözött futurisztikus formája és teljesítményének ígérete. Az Aston Martin ezzel a modellel nemcsak egy új autót mutatott be, hanem egy új korszakot indított el a szuperautók világában.
Az ezt követő hónapokban a Valkyrie számos jelentős eseményen kapott szerepet. 2016 novemberében Abu Dhabiban, az Etihad Towers-ban került bemutatásra egy exkluzív Aston Martin rendezvény keretein belül, közvetlenül a Forma-1-es Abu Dhabi Nagydíj előtt. Itt a résztvevők első kézből tapasztalhatták meg a márka legújabb csodáját.
A Valkyrie sikerei nem álltak meg Abu Dhabinál. 2017 elején folytatta útját Európába, ahol több rangos autós kiállításon is részt vett. Decembertől februárig Párizsban, a 2017-es Festival Automobile Internationalon vonzotta a figyelmet. Februárban Torontóban, a 2017-es Kanadai Nemzetközi Autós Kiállításon lett a főszereplő. Ezek az események lehetőséget adtak arra, hogy több ezer autósport-rajongó közelről megismerhesse ezt az ikonikus modellt. Márciusban pedig Genfben, a 2017-es Genfi Autószalonon állt az Aston Martin pavilonja alatt, ahol más modellekkel együtt – mint például az új Vanquish S Volante és Rapide S AMR – emelte tovább a márka presztízsét.

## Lásd még
- Aston Martin Valkyrie: modellautopont.hu
- Aston Martin